# Гакенсак (Міннесота)
Гакенсак (англ. Hackensack) — місто (англ. city) в США, в окрузі Кесс штату Міннесота. Населення — 294 особи (2020).

## Географія
Гакенсак розташований за координатами 46°55′37″ пн. ш. 94°30′54″ зх. д. / 46.92694° пн. ш. 94.51500° зх. д. (46.926908, -94.515014).  За даними Бюро перепису населення США в 2010 році місто мало площу 2,65 км², з яких 2,62 км² — суходіл та 0,03 км² — водойми.

## Демографія
Згідно з переписом 2010 року, у місті мешкало 313 осіб у 143 домогосподарствах у складі 79 родин. Густота населення становила 118 осіб/км².  Було 194 помешкання (73/км²).
Расовий склад населення:
| - 95,8 % — білих - 1,0 % — корінних американців |

До двох чи більше рас належало 3,2 %. Частка іспаномовних становила 0,3 % від усіх жителів.
За віковим діапазоном населення розподілялося таким чином: 19,8 % — особи молодші 18 років, 55,0 % — особи у віці 18—64 років, 25,2 % — особи у віці 65 років та старші. Медіана віку мешканця становила 45,1 року. На 100 осіб жіночої статі у місті припадало 118,9 чоловіків;  на 100 жінок у віці від 18 років та старших — 124,1 чоловіків також старших 18 років.
За межею бідності перебувало 35,6 % осіб, у тому числі 30,1 % дітей у віці до 18 років та 11,8 % осіб у віці 65 років та старших.
Цивільне працевлаштоване населення становило 223 особи. Основні галузі зайнятості: роздрібна торгівля — 26,0 %, мистецтво, розваги та відпочинок — 23,8 %, освіта, охорона здоров'я та соціальна допомога — 16,1 %.